# U-180
U-180 — большая океанская немецкая подводная лодка типа IXD1, времён Второй мировой войны.

## История строительства
Заказ на постройку субмарины был отдан 28 мая 1940 года. Лодка была заложена 25 февраля 1941 года на верфи компании АГ Везер в Бремене под строительным номером 1020, спущена на воду 10 декабря 1941 года, вошла в строй 16 мая 1942 года под командованием фрегаттен-капитана Вернера Музенберга.

## Командиры лодки
- 16 мая 1942 года — 4 января 1944 года фрегаттен-капитан Вернер Музенберг
- октябрь 1943 года — 7 ноября 1943 года оберлейтенант Харальд Ланге (старпом Музенберга)
- 2 апреля 1944 года — 23 августа 1944 года оберлейтенант Рольф Рейсен

## Флотилии
- 16 мая 1942 года — 31 января 1943 года 4-я флотилия (учебная)
- 1 февраля — 1 ноября 1943 года 12-я флотилия
- 1 апреля — 23 августа 1944 12-я флотилия

## Боевой путь
Лодка совершила 2 боевых похода, потопила 2 судна суммарным водоизмещением 13 298 брт.
U-180 была одной из двух лодок модификации IXD1.
В первый поход лодка отправилась 9 февраля 1943 года из Киля. 
В апреле 1943 года в квадрате KR 5276, к востоку от острова Мадагаскар, состоялась встреча U-180 с японской субмариной I-29, в ходе которой на I-29 перешёл индийский политик Субхаса Чандры Боса, направляющийся в Японию, а на U-180 перешли два японских техника, также на U-180 были переданы две тонны золота в слитках в качестве оплаты за оружейные технологии. На обратном пути U-180 получала топливо сперва от «дойной коровы» U-462, а затем вместо потопленной U-463 — от U-530. 3 июля 1943 года U-180 с грузом благополучно прибыла в Бордо. Поход продолжался 145 суток. Затем, лодка стала на переоборудование для транспортных целей и в следующий поход вышла только 20 августа 1944 года.
23 августа 1944 года, на четвёртый день второго похода U-180 пропала без вести в Бискайском заливе, к западу от Бордо, Франция, в районе с примерными координатами 44°00′ с. ш. 2°00′ з. д.. Вместе с лодкой пропали без вести все 56 членов экипажа. Официальной версией был подрыв на мине, однако некоторые специалисты высказывали вероятной причиной поломку шноркеля.

## Упоминания
- В триллере Джека Хиггинса «Thunder Point» U-180 доставляет Мартина Бормана в Южную Америку[1].